# Substratul limbii române

Dacia romană si Moesia Inferior.

Elementele de substrat din limba română sunt în mare parte lexicale. Procesul de a determina dacă un cuvânt este de substrat implică comparația cu limba latină, limbile cu care româna a intrat în contact sau analizarea fondului intern, iar dacă nu există rezultate, se face o comparație cu vocabularul limbii albaneze, rămășițele tracice sau proto-indo-europene.
În plus față de elementele de lexic, alte caracteristici ale limbilor romanice orientale, de exemplu fonologice și/sau elementele de gramatică (vezi Balkan sprachbund) pot fi, de asemenea, din limbile paleo-balcanice.
Limba română s-a dezvoltat din limba română comună, care la rândul ei derivă din latina vulgară, Părerea generală este că locația în care s-a format limba a fost una extinsă, cuprinzând teritorii atât din nordul cât și din sudul Dunării (însemnând regiunile de Dacia, Moesia și, eventual, Iliria), mai exact la nord de Linia Jiriček.
Studiul substratului presupune metode comparative aplicate asupra:
1. Proto-albanezei, o limbă indo-europeană considerată a fi evoluat din una dintre limbile paleo-balcanice din antichitate[5] vorbită în forma sa modernă, albaneza, de aproximativ 6 milioane de oameni din Balcani, în principal în Albania, Kosovo, Macedonia de Nord, Serbia, Muntenegru și Grecia[6] care reprezintă, de asemenea, una dintre limbile de bază ale Sprachbundului balcanic.[7]
2. Limba dacă sau tracă, limbi care, deși puțin atestate, au lăsat reminiscențe în toponomie și inscripții.[8]
3. Limba protoindo-europeană, dacă niciuna dintre celelalte limbi nu a dat niciun rezultat.[9]

### Metode comparative aplicate proto-albanezei
În general, cuvintele aparținând substratului pot fi grupate în două categorii:
cele legate de natură și lumea naturală
- teren: ciucă, groapă, mal, măgură, noian;
- ape: bâlc, pârâu;
- floră: brusture, bung(et), ciump, coacăză, copac, curpen, druete, leurdă, ghimpe, mazăre, mărar, mugure, sâmbure, spânz, strugure, țeapă;
- faună: balaur, bală, baligă, barză, brad, călbează, căpușă, cioară, cioc, ciut, ghionoaie, măgar, mânz(at), murg, mușcoi, năpârcă, pupăză, rață, strepede, șopârlă, știră, țap, viezure, vizuină;

și cele legate de păstorit:
- mâncare: abur, brânză, fărâmă, grunz, hameș, sarbăd, scrum, urdă, zară;
- îmbrăcăminte: bască, brâu, căciulă, sarică;
- locuințe: argea, cătun, gard, vatră;
- corp (unele folosite inițial pentru animale): buză, ceafă, ciuf, grumaz, gușă, rânză;
- activități asociate: baci, bâr, buc, grapă, gresie, lete, strungă, țarc, zgardă.

Alte cuvinte din substrat sunt: bucur(ie), ciupi, copil, cursă, fluier, droaie, gata, ghiuj, jumătate, mare (adj.), moș, scăpără.
Cuvinte posibil de substrat, dar care nu sunt general acceptate de majoritatea lingviștilor sunt: arichiță, băiat, băl, brâncă, orbalț, borț, bulz, burduf, burtă, codru, Crăciun, creț, cruța, curma, daltă, dărâma, fluture, lai, mătură, mire, negură, păstaie, scorbură, spuză, stăpân, sterp, stână, traistă

### Metode comparative aplicate limbilor traco-dacice și/sau altor limbi indo-europene

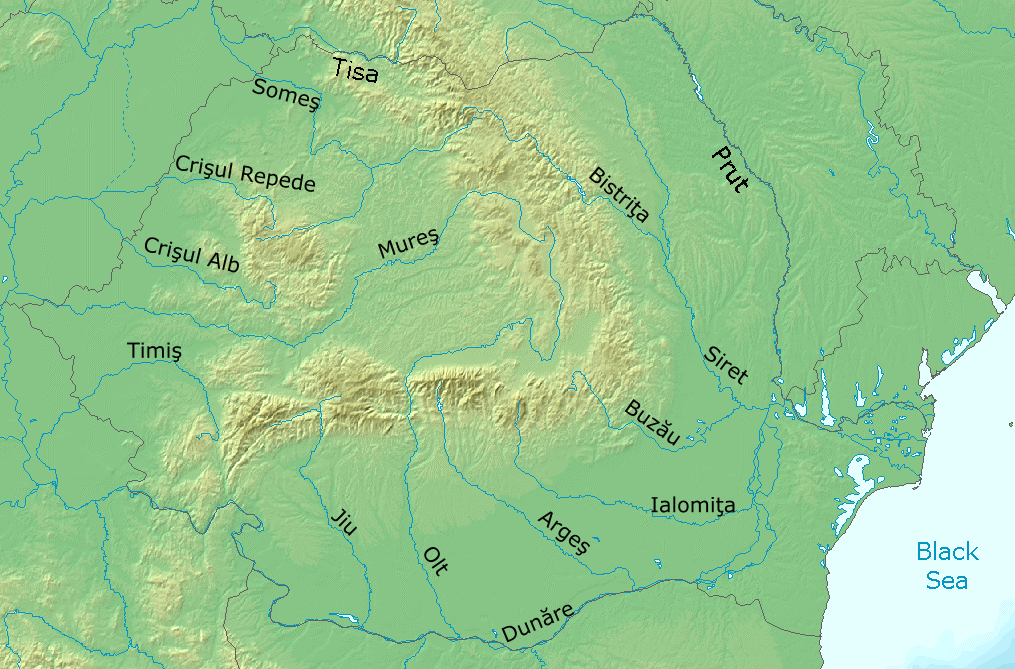
Râurile majore din România

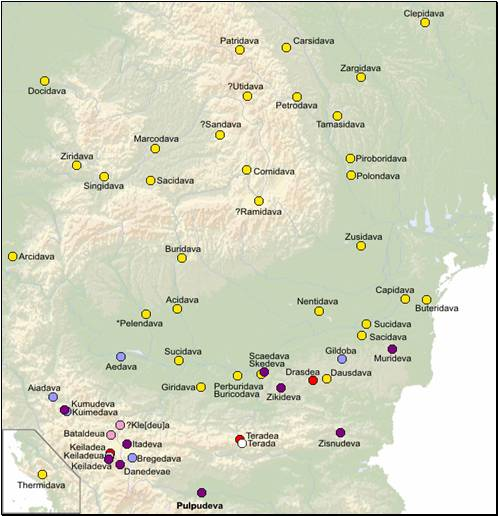
Denumirile orașelor dacice cu sfârșitul dava, din Dacia, Moesia, Tracia și Dalmația

Metoda comparativă poate fi extinsă la alte limbi ale familiei indo-europene, inclusiv la cele de la care româna nu ar fi putut împrumuta direct sau indirect, pentru a reconstitui cuvinte din substratul traco-dacic. Acestă metodă dă rezultate cu diferite grade de probabilitate. Între 80 și 100 de cuvinte aparțin acestei categorii.
Cuvintele din substrat precum mal (1. țărm, mal; 2. râpă, reg. porțiune de pământ înălțată, mai mică decât un deal, și cu laturi abrupte) au corespondenți aproape identici în albaneză - mal (munte), dar pot fi legate și de toponime precum Dacia Malvensis redenumită ulterior de romani Dacia Ripensis (rīpa a fost moștenită în românește ca râpă - versantul abrupt al unui deal).
Ca elemente de substrat au fost identificate și toponime în geografia României, de exemplu denumirea principalului lanț muntos: Carpați. Toate numele râurilor peste 500 km si jumatate din cele între 200 si 500 km derivă din substratul pre- latin, potrivit lingvistului și filologului Oliviu Felecan. În mod analog, lingvistul Grigore Brâncuș consideră că aproape toată hidronimia majoră a fost transmisă din limba dacă în limba română.
| Nume în română | Etimoul propus | Limba etimonului    |
| -------------- | -------------- | ------------------- |
| Dunăre         | Donaris        | Tracic              |
| Mureș          | morisjo        | dacic               |
| Olt            | *ol-           | proto-indo-european |
| Prut           | *pltus         | proto-indo-european |
| Siret          | *ser-          | proto-indo-european |
| Tisa           | Tibisio        | dacic               |
| Argeș          | *arg-          | Tracic              |
| Buzău          | *bhuǧ-         | Tracic              |
| Crișul         | kres-          | Tracic              |
| Jiu            | sil            | scitic              |
| Someș          | cam-           | sanscrit            |
| Timiș          | *ti-           | proto-indo-european |
| Ampoi          | Ampee          | Daco-moesian        |
| Bârzava        | berzava        | Tracic              |
| Gilort         | sil-arta       | dacic               |
| Ibru           | *eybhro        | proto-indo-european |
| Vedea          | *ued-          | proto-indo-european |
| Nera           | *ner-          | proto-indo-european |
| Năruja         | *ner-          | dacic               |
| Săsar          | *ser-          | proto-indo-european |
| Strei          | *s(e)reu       | proto-indo-european |

## Caracteristici fonetice, morfologice și sintactice
Sunt considerate câteva modificări fonetice ca influență de substrat:
- consoana fricativă post-alveolară ș - /ʃ/ - provine din fricativa fără voce în poziție moale; de exemplu: Lat. serpens > Rom. șarpe.
- Rotacismul lui consoanei n, văzută doar marginal în română, este o regulă generală pentru elementele lexicale din dialectele istro-română și tosk anterior contactului cu limbile slave.

Alte caracteristici ce au fost atribuite influenței substratului ce merită menționate nu au susținerea generală a cercetătorilor. De exemplu dezvoltarea vocalei „ă”: lingviștii Al. Phillipide și Grigore Brâncuș consideră evoluția spontană a „a” neaccentuat din cuvinte precum Lat. camisia >Rom. cămașă, și subliniază „a” înaintea unui /n/ sau a unui grup de consoane care începe cu /m/, o vocală găsită și în bulgară și albaneză, ca influență a substratului, în timp ce lingvistul Marius Sala subliniază că această modificare poate fi, de asemenea, văzută ca tendința limbii orale de a face diferența între formele unei paradigme, comparabilă cu dezvoltarea unor vocale centrale similare în portugheză sau napolitană.
De asemenea, trăsăturile morfologice și sintactice atribuite substratului, identificate prin comparație cu albaneza și cu alte limbi ale sprachbundului balcanic, sunt supuse dezbaterii academice, deoarece structura gramaticală a limbii dace este neatestată.

## Un subiect de cercetare dificil
Numeroase studii lingvistice și lucrări de cercetare discută problemele substratului în limba română, considerat de unii ca fiind cea mai controversată și dificilă parte a limbii române, deoarece natura și dezvoltarea ei ar putea explica evoluția latinei în română.
Unii lingviști (precum Sorin Olteanu, Sorin Paliga și Ivan Duridanov) propun că o serie de cuvinte prezentate ca împrumuturi dintr-o limbă slavă sau din maghiară în literatura standard s-ar fi putut dezvolta de fapt din cuvinte (neatestat) ale limbilor indo-europene locale și au fost împrumutate din română în limbile vecine. Deși statutul de substrat al multor cuvinte românești nu este foarte contestat, statutul lor de cuvinte dacice este controversat, unele mai mult decât altele. Nu există exemple scrise semnificative ale limbii dacice, așa că este dificil de verificat în majoritatea cazurilor dacă un anumit cuvânt românesc este de fapt din limba dacă sau nu..Multe dintre cuvintele de substrat românești au cognate albaneze, iar dacă aceste cuvinte sunt de fapt dacice, aceasta indică faptul că limba dacică ar fi putut fi în aceeași ramură cu albaneza.

## Alte limbi
Tracologul bulgar Vladimir Georgiev a contribuit la dezvoltarea teoriei conform căreia limba română are ca substrat o limbă daco-moesiană, o limbă care avea o serie de trăsături care o deosebeau de limba tracică vorbită mai la sud, în lanțul Haemus.
Există, de asemenea, câteva cuvinte de substrat românești în alte limbi decât româna, aceste exemple fiind introduse prin dialecte românești precum "Bryndza", un tip de brânză produsă în răsăritul Austriei, Polonia, Cehia (Valahia Moravă), Slovacia și Ucraina, cuvântul fiind derivat din cuvântul românesc pentru brânză.